# Ярв, Харри
Харри Ярв (Гарри Йерв в шведском произношении, фин.  и швед. Harry Järv; 27 марта 1921 — 21 декабря 2009) — финско-шведский библиотекарь
, писатель

 и переводчик. Участник Второй мировой войны в звании лейтенанта. По своим политическим взглядам Ярв был анархо-синдикалистом.

## Ранние годы и военное время
Ярв родился в семье фермера в западной финской коммуне Корсхольм. После окончания средней школы в Ваасе в 18-летнем возрасте отправился в море матросом. Когда в ноябре 1939 года разразилась Зимняя война, он вступил добровольцем в финскую армию. Во время Второй мировой войны, Ярв был командиром взвода в 61-м пехотном полку, который состоял почти исключительно из шведоговорящих финнов. Он возглавлял разведывательные и боевые патрули в тылу противника. Ночью 4 сентября 1943 года был тяжело ранен в результате подрыва на мине и провёл остаток войны в госпитале Санкт-Йоран в Стокгольме, где ему ампутировали левую ногу ниже колена. Он вернулся на военную службу в конце августа 1944 года, за неделю до подписания перемирия между Финляндией и СССР.
За время службы Ярв был награждён тремя Крестами Свободы и двумя Медалями Свободы. Кроме того, четыре генерала представили его к Кресту Маннергейма, но сам Маннергейм отклонил эту возможность. Ярв пронёс фотокамеру через всю войну и сделал множество снимков, которые позже были опубликованы в его книгах. Финский военный фильм 2004 года «За линией фронта» основан на дневниках Ярва. В 1945 году Ярв помог своему бывшему начальнику Альпо Марттинену бежать из Финляндии в Швецию, хотя Ярв и говорил, что как человек тот ему не нравился. Полковник Марттинен, который позже вступил в армию США, был замешан в деле о тайнике с оружием.

## Послевоенные годы
После окончания войны Йерв получил стипендию Уппсальского университета и переехал в Швецию, где и провёл остаток своей жизни. С детства Ярв увлекался чтением и коллекционированием книг. В библиотеке Ярва насчитывалось более 14 000 наименований. Он работал библиотекарем, а затем заместителем директора Национальной библиотеки Швеции.
В 1973 году Йерв был удостоен почётной степени Уппсальского университета. Он также стал членом Королевской шведской академии литературы, истории и древностей. Он написал и перевёл более 50 книг (в том числе Бертрана Рассела, Герберта Уэллса, Милана Кундеры), а также десятки статей в различных изданиях. Его книги в основном представляли собой сборники эссе по древней истории, политике и философии. Йерв был главным редактором шведских культурных журналов Horisont, Radix и Fenix и был известен как выдающийся специалист по Францу Кафке.

## Политические идеи
Ярв впервые познакомился с анархистскими идеями ещё подростком, читая труды Петра Кропоткина, например, «Хлеб и волю». Во время службы на море на него оказал влияние финский синдикалист Ниило Вялляри, лидер Финского союза моряков. В годы войны Ярв применял анархистские идеи, будучи командиром взвода. Ярв относился к своим подчиненным на равных, а решения принимались демократическим путём. Это часто приводило к конфликтам с вышестоящими офицерами, и Ярва считали «неправильнысм военным». В 1952 году Ярва вступил в шведский анархо-синдикалистский профсоюз SAC и начал писать статьи для его газеты Arbetaren.

## Награды
- Орден Креста Свободы — 1939—1944
- Почетная степень доктора философии Уппсальского университета — 1973

## Книги
- Nikolaj Leskov och det ryska samhället (1950)
- Kritik av den nya kritiken (1953)
- Klassisk horisont (1960)
- Introduktion till Kafka (1962)
- Vreden som brann hos peliden Achilleus (1962)
- Varaktigare än koppar (1962)
- Betydande böcker från vå regen tid (1966)
- Läsarmekanismer (1971)
- Frihet jämlikhet konstnärskap (1974)
- Ezra Pound, Litterära essäer (1975)
- Victor Svanberg (1976)
- Tycke och smak (1978)
- Konst och kvalitet (1979)
- Enfald eller mångfald (1982)
- Den svenska boken 500 år (1983)
- Vinghästen (1984)
- Trollkarl eller lärling, Atlantis (1986)
- Den «goda tvåans» paradoxala hemlighet (1991)
- Kunskapens träd (1991)
- Om judiska bidrag till svensk kultur (1992)
- Aktualiteter i historiskt perspektiv (1995)
- Prometheus' Eld (1998)
- Åsikter och avsikter (2002)
- Oavgjort i två krig (2006)